# Disznó-forrás (Solymár)
A Disznó-forrás egy foglalt forrás Pest vármegyében, a Budai-hegység északi peremén, Solymár közigazgatási területének nyugati szélén, közel Pilisszentiván határához. Disznófejet ábrázoló forrásszobra Terebessy L. Föld szobrászművész alkotása.

## Elhelyezkedése, megközelítése
A forrás a Solymárt Pilisszentivánnal összekötő 1107-es út lejtős szakasza közelében, nagyjából a lejtő félmagasságánál fakad, az út felől könnyen megközelíthető. Solymár felől a település végét jelző KRESZ-tábla után, a lejtős úton mintegy száz méterre balra betérve egy, a járműforgalom elől sorompóval lezárt földúton kell besétálni, és már pár lépés után láthatóvá válik a forrást rejtő mélyedés. Pilisszentiván felől érkezve a település végét jelző táblától mintegy kétszáz méterre, az emelkedő szakasz középmagassága közelében található meg ugyanez a sorompóval lezárt bejáró. Parkolásra az emelkedő tetején kiágazó solymári Széles utca mellett kialakított parkolóban van lehetőség.

## Leírása
A forrás a Zsíros-hegy lábánál kialakult, enyhe lejtésű hegylábi terület, a Hutweide dűlő északnyugati peremén fakad, erdős-bozótos területen. Vize a fakadás helyétől nyugati-északnyugati irányba, Pilisszentiván felé folyik el, eredetileg egy, a Zsíros-hegy felől leérkező, ezen a szakaszon a két település határvonalát képező vízmosásba, majd azon keresztül az Aranyhegyi-patakba jutott. A 20. században az érintett terület, a környéken folytatott szénbányászat folyományaként jelentősen átalakult, az említett vízfolyás útját egy hatalmas meddőhányóval elzárták, így a forrás vize jelenleg tisztázatlan útvonalon elszivárog.
A forrásból fakadó csermelyt két iparvágány is keresztezte: egy, a Jóreménység-altáró és az István-akna felé vezető, az 1940-es évek elején létesített, keskeny nyomtávú kisvasút alig néhány méterre a fakadás helyétől – ismeretlen módon –, és egy, 1899 táján épített, az Erzsébet-aknához vezető normál nyomtávú nagyvasúti nyomvonal, mintegy kétszáz méterrel arrébb, de még solymári területen, egy boltozott kőhíddal. A csermely folyását egyébként a sűrű és elhanyagolt, korábban sokáig illegális szemétlerakóként is használt bozótos területen gyakorlatilag lehetetlen nyomon követni, inkább csak az említett kőhíd mutatja, hogy merre kanyaroghat.

## Hasznosítása
A Disznó-forrás vizét a múltban előszeretettel fogyasztották a közeli mezőgazdasági területeken dolgozó emberek, de a 20. század második felében a forrás és a környéke is meglehetősen elhanyagolttá vált. Évtizedeken keresztül folyt illegális szemétlerakás a forrást körülvevő területeken, így a vize is elszennyeződött, ihatatlanná vált. 1992-ben, az akkor még egyesületi forma nélkül működő, szervezetük bejegyzésére váró solymári környezetvédők kezdeményezésére kicsit rendezték a terepet és a forráskifolyásnál egy disznófejet ábrázoló szobrot is elhelyeztek, melynek alkotója Terebessy L. Föld szobrászművész volt.
A terület állandó rendben tartásával azonban továbbra sem foglalkozott senki, egészen 2013-ig, amikor a Solymári Vállalkozók Egyesülete a helyi környezetvédő és nagycsaládos egyesületek bevonásával komolyabb terepátalakításokba kezdett, és a forrás környezetének kitisztításával egy kis piknikezőhelyet, illetve egy erdei futballpályát alakítottak ki. Azóta az említett egyesületek évente több rendezvényt is tartanak a forrásnál, illetve a vállalkozók egyesülete évi egy alkalommal focikupát is szervez a környező települések kisiskolás korú futballistái számára.